# 陈定
陈定（1992年8月5日—），出生于中国云南省保山市，中国國家田径隊隊員暨解放军代表队运动员，在2012年夏季奧林匹克運動會田徑比賽中获得男子20公里竞走金牌，并且打破奥运会纪录。2016年里约奥运会上以1小时23分54秒，排名第39位。

## 运动生涯
陈定少年时就参加竞走训练，刚开始并不理想，13岁时还因“成绩不理想”和“腰椎有伤”被云南集训队刷下，于是陈定以不足14岁的年龄进入大学，学习工商管理专业，然而学习了一年后便退学了，后身体经调养，经云南省体育医院院长检查称：腰椎没问题，可以继续练竞走。2007年，陈定入选深圳市体工队竞走队；2011年和2012年陈定先后获得了瑞士卢加诺竞走挑战赛获得季军和国际田联竞走世界杯亚军。

## 奥运夺魁
2012年伦敦时间8月4日，北京时间8月5日，在陈定所参加的伦敦奥运会男子20公里竞走比赛中，陈定在前半段与其他另几位选手并驾齐驱，后半程陈定发挥实力取得领先，并在离终点约2000米左右就牢固地确立了自己的优势，最后以1小时18分46秒的成绩获该项目的冠军，同时打破该项目的奥运会纪录。这也是2012年夏季奥林匹克运动会中国代表团在本届奥运上第一块也是唯一一块田径项目的金牌，同时也是自1984年中国大陆参加奥运会以来首次获得该项目的冠军。

### 比赛战术
竞走比赛需要同队队友的相互配合，在此次比赛中，陈定与队友王镇、蔡哲林配合较好，前半程并未领先他人。后半程开始后，陈定和王镇采取轮番领先的方法，对俄罗斯名将上届奥运会冠军得主瓦列里·博尔钦形成夹击，最后使博尔钦体力不支而被迫退赛。最终陈定后发冲刺获得冠军。

### 逸闻趣事
- 陈定夺冠时间是北京时间2012年8月5日，正好是其20周岁的生日[6]。
- 陈定曾因训练1年多未曾回过家，甚至三次经过自己家门而不入，在夺冠后表示最想尽快回家告知父母[7]。当被问及“喜欢什么样的女孩子”的时候，陈定回答：“不知道。”[8]

## 外部連結
- 陈定在的頁面
- 专辑：《金牌第一时间》之陈定 2012-08-05期 （页面存档备份，存于）